# Галимов, Фиркат Гарифович
Фирка́т Гари́фович Гали́мов (род., 22 декабря 1936, д. Ак-Куль, Буинский район, Татарская АССР) — советский татарский врач-стоматолог, организатор здравоохранения, отличник здравоохранения СССР (1974), Заслуженный врач Республики Татарстан (1994), Почётный ветеран здравоохранения Республики Татарстан (2014).

## Биография
Родился 22 декабря 1936 года в деревне Ак-Куль, Буинский район, Татарская АССР, РСФСР.
В 1954 году окончил среднюю школу имени М. Вахитова в городе Буинск, затем поступил в Казанский государственный медицинский институт, получил диплом в 1959).
С 1959 по 1966 год работал врачом-стоматологом, потом главным врачом Куйбышевской (ныне — Спасская) центральной районной больницы, работал на этой должности с 1966 по 1997 год. При нём в Спасском районе были построен новый больничный комплекс, куда входили поликлиника, главный и хозяйственный корпуса, родильное и инфекционное отделения). Также в районе построены пять участковых больниц.
В 1988 году избирался делегатом Всесоюзного съезда врачей в Москве, Всесоюзного съезда стоматологов (1981, Ташкент), Всероссийского съезда стоматологов (1996, Москва). Неоднократно, с 1975 по 1995 годы, избирался депутатом Спасского районного Совета и городского Совета города Болгар.
Является автором проекта «Энциклопедия города Болгара и Спасского района» (изданы в 2010 и 2017 годах). Написал книгу «Спасская центральная районная больница — 190 лет» (издана в 2020 году).
В 1970 году награждён медалью «В ознаменование 100-летия со дня рождения Владимира Ильича Ленина» и другими медалями. В 1976 году награждён Орденом «Знак Почёта».
В 2014 году стал лауреатом Республиканского конкурса «Врач года — Ак чэчэклэр» в номинации «Легенда здравоохранения РТ», лауреатом журналистской премии имени первого редактора газеты «Крестьянин» Спасского уезда Казанской губернии А. Н. Бурумова (1999, 2003). Фиркат Галимов удостоен почётных званий «Заслуженный врач Республики Татарстан» (1994) и «Почётный ветеран здравоохранения Республики Татарстан» (2014).

## Награды и звания
- Орден Знак Почёта
- Медаль «В ознаменование 100-летия со дня рождения Владимира Ильича Ленина»
- Заслуженный работник Республики Татарстан
- Почётный ветеран здравоохранения Республики Татарстан